# هوراسيو راميريز رييس
هوراسيو راميريز رييس (بالإسبانية: Horacio Ramírez Reyes)‏ هو سياسي مكسيكي، ولد في 17 نوفمبر 1983 في ولاية هيدالغو في المكسيك. حزبياً، نشط في حزب العمل الوطني. وقد انتخب عضو مجلس النواب المكسيك.